# مجلة السلوك التنظيمي
مجلة السلوك التنظيمي، هي مجلة أكاديمية تتم مراجعتها من قبل الأقران ويتم نشرها ثماني مرات في السنة بواسطة وايلي بلاكويل . تنشر المجلة تقارير تجريبية ومراجعات نظرية تغطي طيف أبحاث السلوك التنظيمي . تأسست عام 1980 باسم مجلة السلوك المهني وحصلت على عنوانها الحالي عام 1988. كان رئيس التحرير المؤسس كاري كوبر ( كلية مانشستر للأعمال ) ، الذي خلفه نيل أشكاناسي ( كلية إدارة الأعمال بجامعة كوينزلاند ). رئيسة التحرير الحالية هي سوزان إس ماسترسون ( جامعة سينسيناتي ).

## الاستخلاص والفهرسة
تم تلخيص المجلة وفهرستها في فهرس الاستشهادات الاجتماعية،  Scopus ،  ProQuest ، ملخصات كامبريدج العلمية، قواعد بيانات EBSCO ، ومجموعة الزمرد للنشر .  وفقًا لتقارير الاستشهاد بالمجلات الأكاديمية ، فإن عامل التأثير لعام 2015 يبلغ 2.986. 

## أفضل ورقة أطروحة
ترعى المجلة جائزة «أفضل ورقة بحثية مستندة إلى أطروحة» السنوية لأكاديمية الإدارة، والتي تُمنح ورقة واحدة، تستند إلى أطروحة، والتي تقدم مساهمة كبيرة في تخصص OB. 

## المجلة الدولية لعلم النفس الصناعي والتنظيمي
في عام 2012 ، أُعلن أنه سيتم نشر المجلة الدولية لعلم النفس الصناعي والتنظيمي كعدد مراجعة سنوي لمجلة السلوك التنظيمي . وهذه المسألة ستكون-شارك التعديل الأخير تم بواسطة جيرارد P. هودجكينسون ( وارويك كلية إدارة الأعمال ) وJ. كيفن فورد ( جامعة ولاية ميشيغان ). 

## روابط خارجية
- الموقع الرسمي